# Bruce Tessore
Bruce Tessore est un acteur français né le 9 février 1974 à  Paris connu pour son rôle de Nicolas Berger dans la série Plus belle la vie.

## Biographie
Bruce est ancien tennisman de haut niveau 
. Il se forme aux métiers de la comédie au cours Jean-Laurent Cochet et au Laboratoire de l'acteur.
Au théâtre, on a pu le voir dans Le Couronnement de Poppée mis en scène par David McVicar au théâtre des Champs-Élysées. Puis il enchaîne les rôles à la télévision et travaille avec Philippe Triboit pour la série Engrenages, avec Patrick Dewolf dans Flics et dans le téléfilm la Maison en péril réalisé par Éric Woreth.
Récemment à l'affiche dans Une chambre à Hollywood avec Brigitte Lo Cicero, Francis Lacoste et Sidney Laurent au Théâtre Côté Cour. Il étend également son activité comme réalisateur de courts métrages et de films web publicitaires.
En 2015, il rejoint la série Plus belle la vie où il incarne le rôle de Nicolas Berger, qui se révèle être au cours des intrigues un tueur en série surnommé « l'Enchanteur ».

### Vie privée
Il a été le compagnon de Sara Mortensen alias Coralie Blain dans le série Plus belle la vie. Ils se sont rencontrés sur le tournage de la série.

## Filmographie

### Cinéma

#### Longs métrages
- 2003 : Le Cou de la girafe de Safy Nebbou
- 2005 : Du jour au lendemain de Philippe Le Guay
- 2008 : Marie-Antoinette de Sofia Coppola

#### Moyen métrage
- 2010 : Five d'Igor Gotesman

#### Courts métrages
- 2012 : Après le silence de Sacha Biton
- 2012 : Corps et Anne

### Télévision
- 2009 : Flics de Patrick Dewolf : Videur (saison 3, épisode 2)
- 2012 : Le Jour où tout a basculé de Joyce Edorh : Guillaume (épisode Adultère chirurgical)
- 2013 : Petits secrets entre voisins de Jean-Philippe Delambre : Jean-Philippe (épisode Amour interdit)
- 2013 : Le Jour où tout a basculé de Joyce Edorh : Pascal (épisode Retrouvalles)
- 2015- 2018 : Plus belle la vie : Nicolas Berger (83 épisodes)
- 2019 : Munch : Duroy (saison 3 épisode 3)
- 2019 : Commissaire Magellan : Adrien Beauval (épisode Sang d'encre)
- 2020-2021 : Astrid et Raphaëlle : Julien Frédéric (8 épisodes)
- 2021 : Les Mystères de l'école de gendarmerie de Lorenzo Gabriele : Denis River (téléfilm)
- 2021 : Influences : Anthony Grand-Girard (5 épisodes)
- 2022 : Simon Coleman de Nicolas Copin : Maxime Tellmans
- 2024 - 2025 : Demain nous appartient : Achille Favard

## Théâtre
- 2005 : Le Couronnement de Poppée, mise en scène par David McVicar
- 2011 : Une chambre à Hollywood, avec Brigitte Lo Cicero et Francis Lacoste